# Ischnogyne mandarinorum
Ischnogyne mandarinorum är en orkidéart som först beskrevs av Friedrich Fritz Wilhelm Ludwig Kraenzlin, och fick sitt nu gällande namn av Rudolf Schlechter. Ischnogyne mandarinorum ingår i släktet Ischnogyne och familjen orkidéer. Inga underarter finns listade i Catalogue of Life.